# Олимпийская сборная Марокко по футболу
Олимпийская сборная Марокко по футболу, она же сборная Марокко по футболу из игроков до 21/до 23 лет (араб. منتخب المغرب تحت 23 سنة لكرة القدم‎) — команда, представляющая Марокко на Олимпийских играх и Играх исламской солидарности в дисциплине «футбол», а также на Кубке африканских наций (до 23 лет). Управляется Королевской марокканской федерацией футбола. В заявку сборной на Олимпийские игры могут включаться игроки не старше 23 лет, за исключением трёх футболистов, которые могут быть старше этого возраста.

## Статистика выступлений

### Олимпийские игры
| Показатели выступлений на Олимпийских играх     | Показатели выступлений на Олимпийских играх | Показатели выступлений на Олимпийских играх | Показатели выступлений на Олимпийских играх | Показатели выступлений на Олимпийских играх | Показатели выступлений на Олимпийских играх | Показатели выступлений на Олимпийских играх | Показатели выступлений на Олимпийских играх | Показатели выступлений на Олимпийских играх |
| Год                                             | Раунд                                       | Место                                       | И                                           | В                                           | Н                                           | П                                           | РМ                                          |                                             |
| ----------------------------------------------- | ------------------------------------------- | ------------------------------------------- | ------------------------------------------- | ------------------------------------------- | ------------------------------------------- | ------------------------------------------- | ------------------------------------------- | ------------------------------------------- |
| Королевство Марокко обрело независимость в 1956 |                                             |                                             |                                             |                                             |                                             |                                             |                                             |                                             |
| 1960                                            | Не прошли квалификацию                      | Не прошли квалификацию                      | Не прошли квалификацию                      | Не прошли квалификацию                      | Не прошли квалификацию                      | Не прошли квалификацию                      | Не прошли квалификацию                      |                                             |
| 1964                                            | Первый раунд                                | 13                                          | 2                                           | 0                                           | 0                                           | 2                                           | 1-9                                         |                                             |
| 1968                                            | Не участвовали                              | Не участвовали                              | Не участвовали                              | Не участвовали                              | Не участвовали                              | Не участвовали                              | Не участвовали                              |                                             |
| 1972                                            | Второй раунд                                | 8                                           | 6                                           | 1                                           | 1                                           | 4                                           | 7-14                                        |                                             |
| 1976                                            | Не прошли квалификацию                      | Не прошли квалификацию                      | Не прошли квалификацию                      | Не прошли квалификацию                      | Не прошли квалификацию                      | Не прошли квалификацию                      | Не прошли квалификацию                      |                                             |
| 1980                                            | Не прошли квалификацию                      | Не прошли квалификацию                      | Не прошли квалификацию                      | Не прошли квалификацию                      | Не прошли квалификацию                      | Не прошли квалификацию                      | Не прошли квалификацию                      |                                             |
| 1984                                            | Первый раунд                                | 12                                          | 3                                           | 1                                           | 0                                           | 2                                           | 1-4                                         |                                             |
| 1988                                            | Не прошли квалификацию                      | Не прошли квалификацию                      | Не прошли квалификацию                      | Не прошли квалификацию                      | Не прошли квалификацию                      | Не прошли квалификацию                      | Не прошли квалификацию                      |                                             |
| 1992                                            | Групповой этап                              | 15                                          | 3                                           | 0                                           | 1                                           | 2                                           | 2-8                                         |                                             |
| 1996                                            | Не прошли квалификацию                      | Не прошли квалификацию                      | Не прошли квалификацию                      | Не прошли квалификацию                      | Не прошли квалификацию                      | Не прошли квалификацию                      | Не прошли квалификацию                      |                                             |
| 2000                                            | Групповой этап                              | 16                                          | 3                                           | 0                                           | 0                                           | 3                                           | 1-7                                         |                                             |
| 2004                                            | Групповой этап                              | 10                                          | 3                                           | 1                                           | 1                                           | 1                                           | 3-3                                         |                                             |
| 2008                                            | Не прошли квалификацию                      | Не прошли квалификацию                      | Не прошли квалификацию                      | Не прошли квалификацию                      | Не прошли квалификацию                      | Не прошли квалификацию                      | Не прошли квалификацию                      |                                             |
| 2012                                            | Групповой этап                              | 11                                          | 3                                           | 0                                           | 2                                           | 1                                           | 2-3                                         |                                             |
| 2016                                            | Не прошли квалификацию                      | Не прошли квалификацию                      | Не прошли квалификацию                      | Не прошли квалификацию                      | Не прошли квалификацию                      | Не прошли квалификацию                      | Не прошли квалификацию                      |                                             |
| 2020                                            | Не прошли квалификацию                      | Не прошли квалификацию                      | Не прошли квалификацию                      | Не прошли квалификацию                      | Не прошли квалификацию                      | Не прошли квалификацию                      | Не прошли квалификацию                      |                                             |
| 2024                                            | Бронзовые призёры                           | 3                                           | 6                                           | 4                                           | 0                                           | 2                                           | 17-5                                        |                                             |
| Итого                                           | Третье место                                | 8/17                                        | 29                                          | 7                                           | 5                                           | 17                                          | 34-53                                       |                                             |

### Игры исламской солидарности
| Год   | Раунд                    | Место                    | И                        | В                        | Н                        | П                        | РМ                       |
| ----- | ------------------------ | ------------------------ | ------------------------ | ------------------------ | ------------------------ | ------------------------ | ------------------------ |
| 2005  | Финалист                 | 2                        | 5                        | 2                        | 2                        | 1                        | 4-2                      |
| 2010  | Турнир отменён           | Турнир отменён           | Турнир отменён           | Турнир отменён           | Турнир отменён           | Турнир отменён           | Турнир отменён           |
| 2013  | Участвовала сборная U-20 | Участвовала сборная U-20 | Участвовала сборная U-20 | Участвовала сборная U-20 | Участвовала сборная U-20 | Участвовала сборная U-20 | Участвовала сборная U-20 |
| 2017  | Групповой этап           | 5                        | 3                        | 1                        | 2                        | 0                        | 2-1                      |
| 2021  | Групповой этап           | 5                        | 3                        | 1                        | 1                        | 1                        | 5-4                      |
| Итого | Второе место             | 3/4                      | 11                       | 4                        | 5                        | 2                        | 11-7                     |

### Кубок африканских наций (до 23 лет)
| Год   | Раунд                  | Место                  | И                      | В                      | Н                      | П                      | РМ                     |
| ----- | ---------------------- | ---------------------- | ---------------------- | ---------------------- | ---------------------- | ---------------------- | ---------------------- |
| 2011  | Финалист               | 2                      | 5                      | 3                      | 0                      | 2                      | 6-5                    |
| 2015  | Не прошли квалификацию | Не прошли квалификацию | Не прошли квалификацию | Не прошли квалификацию | Не прошли квалификацию | Не прошли квалификацию | Не прошли квалификацию |
| 2019  | Не прошли квалификацию | Не прошли квалификацию | Не прошли квалификацию | Не прошли квалификацию | Не прошли квалификацию | Не прошли квалификацию | Не прошли квалификацию |
| 2023  | Чемпион                | 1                      | 5                      | 4                      | 1                      | 0                      | 12-5                   |
| Итого | 1 титул                | 2/4                    | 10                     | 7                      | 1                      | 2                      | 18-10                  |

## Награды
| Олимпийские игры - — 2024 Игры исламской солидарности - — 2005 | Кубок африканских наций (до 23 лет) - — 2011 - — 2023 |